# Thomasia formosa
Thomasia formosa är en malvaväxtart som beskrevs av Paust. Thomasia formosa ingår i släktet Thomasia och familjen malvaväxter. Inga underarter finns listade i Catalogue of Life.